# Senftenbach
Senftenbach är en kommun i Österrike. Den ligger i distriktet Ried im Innkreis i förbundslandet Oberösterreich, 210 kilometer väster om huvudstaden Wien. Huvudort är Berg.
Kommunen består av 11 orter (Ortschaften) (inom parentes invånarantal 1 januari 2024):

- Berg (167)
- Bruck (187)
- Dobl (29)
- Furth (33)
- Langzaun (25)
- Ort (33)
- Reisedt (27)
- Sankt Ulrich (236)
- Stockham (11)
- Weindorf (31)
- Wolfau (8)